# Marcus Diamant
Marcus Diamant, född 17 juni 1898 i Kristiania (nuvarande Oslo), död 29 april 1989 i Halmstad, var en svensk läkare. 
Diamant, som var son till köpman Gabriel Diamant och Hanna Rakel Preiss, avlade studentexamen i Luleå 1916, blev medicine kandidat vid Uppsala universitet 1922, medicine licentiat vid Karolinska Institutet 1926 och medicine doktor vid Uppsala universitet 1940. Han företog en studieresa till Breslau 1922, var assistentläkare vid Sabbatsbergs sjukhus kirurgiska avdelning 1926–1927, föreståndare för kirurgiska polikliniken för kvinnor vid Gymnastiska Centralinstitutet, extra ordinarie amanuens vid Sabbatsbergs sjukhus öronavdelning, tillförordnad underläkare vid dess medicinska avdelning samt extra läkare vid Värnamo lasarett 1927, tillförordnad lasarettsläkare på Backe lasarett två månader 1928–1929, underläkare vid Ljungby lasarett 1928–1930, därunder tillförordnad överläkare fyra månader, extra läkare samt amanuens vid Sahlgrenska sjukhusets öronavdelning 1930–1934, amanuens vid öronkliniken på Lunds lasarett 1934–1935, tillförordnad lasarettsläkare vid Linköpings, Örebro och Eskilstuna lasaretts öronavdelningar 1938–1939, vid Norrköpings lasaretts dito 1945, var innehavare av en privatklinik för öron-, näs- och halssjukdomar i Halmstad 1935–1949 och överläkare på Halmstads lasarett 1949–1964. Han erhöll statligt resestipendium för en otolaryngologisk kongress i Washington, D.C., 1957. Han författade skrifter rörande fokalinfektion, karies, pneumatisationscellsystemet och "kronisk otit" samt näsbihålepolypos..